# Jaume de Coïmbra i d'Urgell
El cardenal-infant Jaume de Coïmbra i d'Urgell, també conegut com a Jaume d'Avis i d'Urgell o Jaume de Portugal (Coïmbra, 1433- Florència, 1459) fou un noble portuguès de la Casa d'Avís i alhora membre de la Casa Reial Catalana (Casa d'Avis-Urgell), que esdevindria cardenal i administrador apostòlic de Lisboa.

## Orígens familiars
Jaume d'Avis fou fill del duc de Coïmbra, Pere de Portugal, i d'Elisabet d'Urgell i d'Aragó, la primogènita de Jaume d'Urgell el Dissortat, legítim aspirant a la corona catalana després de la Mort del rei Martí l'Humà, i clar derrotat al Compromís de Casp. A més de ser net del darrer comte d'Urgell, era doncs, besnet del rei català Pere el Cerimoniós.
Per línia paterna era net de João I rei de Portugal i Felipa de Lancaster, princesa anglesa. El seu pare Pere de Coïmbra esdevindria regent de Portugal amb la mort del rei Duarte I, durant la minoria d'edat d'Alfons V.
Fou el quart de sis germans. El seu germà gran, Pere el Conestable de Portugal, es convertí en Pere IV, rei de Catalunya, durant la Guerra Civil catalana. Un altre germà, Joan, esdevingué rei de Xipre en casar-se amb Carlota de Lusignan. La germana Isabel fou reina de Portugal en casar-se amb el seu cosí Alfons V, i s'ha identificat la germana petita, Felipa d'Avis, com la segona esposa de Cristòfor Colom.
En Jaume de Coïmbra i d'Urgell nasqué pocs mesos després de l'assassinat del seu avi, Jaume d'Urgell, l'1 de juny del 1433, a la presó de Xàtiva. Una mort que es produïa just quan s'havia de procedir al seu alliberament, fruit de les negociacions de Pere de Coïmbra i Isabel d'Urgell amb Alfons el Magnànim. És per això que Pere i Isabel anomenaren al seu quart fill amb el nom de Jaume.
Les armes d'en Jaume d'Avís són un escut quarterat en creu, on trobem al primer i quart quarter les armes del seu pare, Pere de Coïmbra, i al segon i tercer quarter les armes reials catalanes utilitzades per la mare, Isabel d'Urgell.
No se sap amb certesa quin és el retrat del cardenal Jaume al políptic de Nuno Gonçales, una magna obra de la pintura portuguesa del segle xv, pintada poc després de la mort d'en Jaume, on hi és representada tota la nissaga Avis.

## Biografia
Nascut el 17 de setembre de 1433, la seva joventut ve marcada per dos aspectes: l'entorn humanista i cultural de la família, a l'ombra de la figura del seu pare, considerat un dels més rellevants humanistes del Portugal de l'època, i la tragèdia familiar que suposaren els Fets d'Alfarrobeira, on el pare fou assassinat després d'haver estat acusat de voler usurpar el tron, a partir de les conspiracions d'Alfons de Bragança.
Després de l'assassinat del pare, i amb només catorze anys, Jaume fou empresonat durant gairebé un any per la host del seu cosí, el rei Alfons V de Portugal, i no en sortí fins que la seva tia Isabel en reclamà la custòdia, d'ell i dels seus germans Joan i Beatriu. Isabel i el seu marit Felip el Bo, ducs de Borgonya i comtes de Flandes, educaren en Jaume d'Avis com un fill propi.
Estudià a Flandes, i el 23 de març de 1453 fou nomenat Arquebisbe d'Arràs (Borgonya) per part del Papa Nicolau V, que volgué així compensar-lo per la tràgica mort del seu pare, i la posterior vexació familiar que suposà l'abandonament del cadàver al camp de batalla per part del rei Alfons.
El 30 d'abril del mateix any, i un cop arribat a Roma, Nicolau V el designà administrador de l'Arxidiòcesi de Lisboa, tot i que no li atorgà el títol d'arquebisbe fins al 1455, quan en Jaume arribà a l'edat canònica. Va ocupar-ne el lloc fins a la seva mort, sent sempre un arquebisbe absentista, governant l'arxidiòcesi lisbonesa des d'Itàlia, mitjançant el seu vicari general, Lluís Anes.
Amb la mort del Papa Nicolau V i l'arribada d'Alfons de Borja com a Papa Calixt III, Jaume d'Avis continuà la seva carrera religiosa, i en el primer concili convocat pel nou pontífex català, el 17 de febrer de 1456, fou nomenat cardenal-diaca amb el títol de Sant Eustaqui. Rebé el barret vermell el 2 de desembre de 1456.
Aquell mateix any en Jaume de Coïmbra fou nomenat Cavaller de l'Orde del Toisó d'Or, número 58 en el capítol 9 de l'ordre, que es va celebrar a la Haia.
El 18 de juny de 1457 Calixt III el nomenà bisbe de Pafos, a Xipre, càrrec que ocuparia fins a la mort. Aquest nomenament s'explica pel fet que el seu germà, l'Infant Joan d'Avis, s'havia casat el 1456 amb la princesa Carlota de Xipre. En Joan moriria emmetzinat pocs mesos després.
En Jaume sortí de Roma el juny de 1458 a causa de la pesta, i en tornà a l'agost per participar en el conclau que trià Pius II com a nou Papa.
El 1459 es trobava a Roma quan fou convidat al Concili de Màntua, per mirar de frenar la potència dels turcs otomans després de la caiguda de Constantinoble el 1453. Durant el viatge començà a manifestar condicions de salut precàries. S'hagué d'aturar a Siena i el juliol arribà a Florència, on empitjorà fins a trobar la mort, el 27 d'agost, a l'edat de vint-i-sis anys. Les exèquies tingueren lloc a la Catedral de Florència.
D'altres fonts, però, expliquen la sortida de Jaume d'Avis de Roma, i el seu pas per Florència, per una missió diplomàtica amb destí Alemanya. El nou Papa l'hauria nomenat ambaixador davant l'emperador Frederic III. Recordem que l'Emperador s'havia casat amb Elionor d'Avis i Trastàmara, cosina del cardenal.

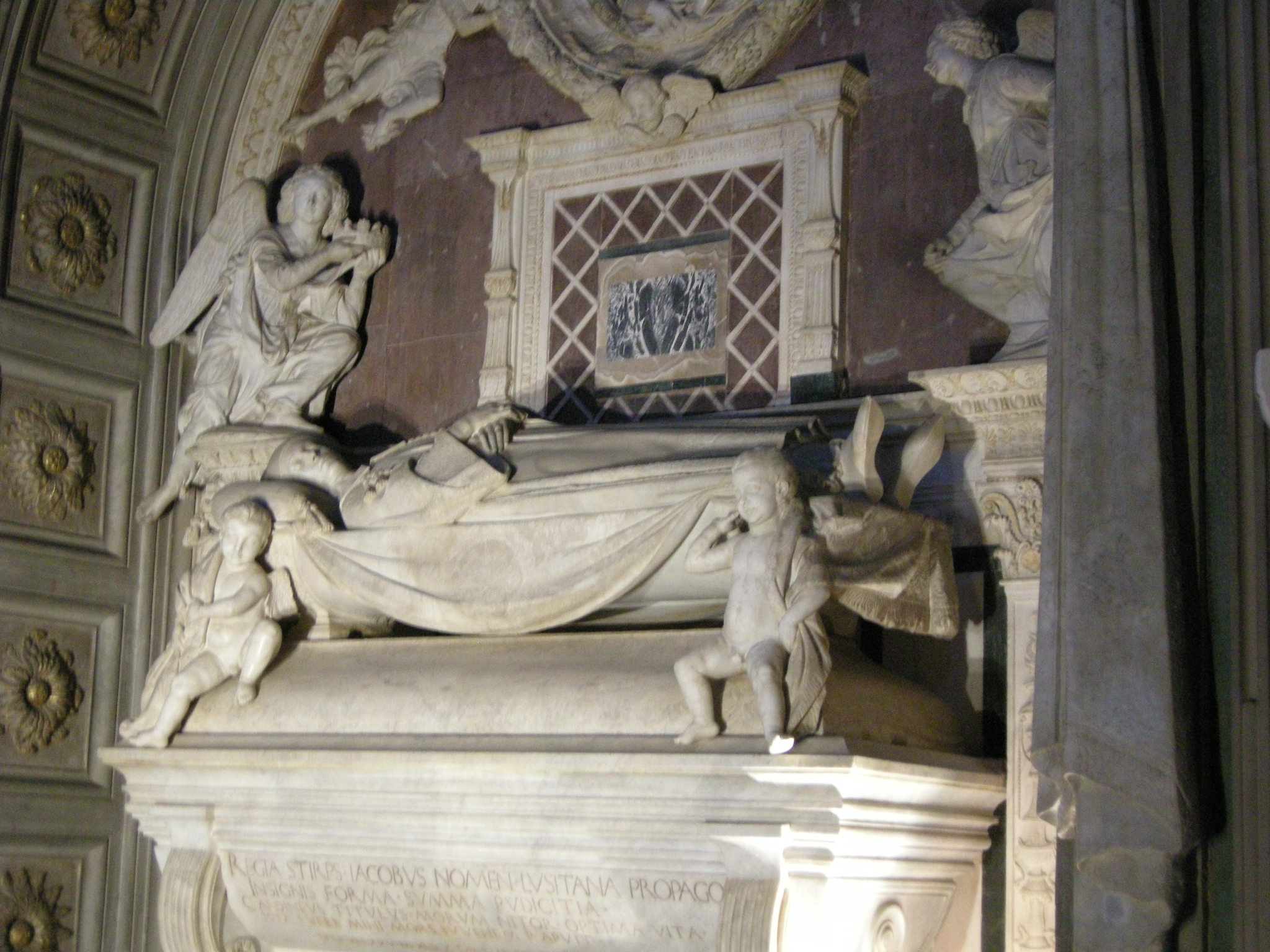
Tomba de Jaume d'Avis i d'Urgell a la Capella en honor seu, de l'Església de San Miniato al Monte, a Florència

## Capella del Cardenal Jaume d'Avis a Florència
En Jaume és enterrat a Florència, a l'Església de San Miniato al Monte. La seva tomba és el primer encàrrec registrat d'Antonio Rossellino, i es troba a la capella mortuòria en honor seu (1461-1466), coneguda com a Capella del Cardenal de Portugal, on treballaren alguns dels millors artistes renaixentistes del moment.
Així, es considera que aquesta capella florentina és un exemple únic dels efectes harmoniosos que s'aconseguia en el renaixement quan els tres arts es treballaven conjuntament. La capella fou projectada per Rossellino, autor amb son germà Bernardo de les escultures decoratives de la tomba, mentre que el retaule i els frescos són dels germans Antonio i Piero Pollaiuolo. La taula de l'Anunciació i les sèries dels Evangelistes, Profetes i Pares de l'Església són d'Alessio Baldovinetti, mentre que el sostre i els vitralls policromats són de Luca della Robbia.